# 菊谷崇
菊谷 崇（きくたに たかし、1980年2月24日 - ）は、日本の元ラグビー選手、ラグビー指導者。元日本代表。　

## プロフィール
- 奈良県出身。
- ポジションはナンバーエイト(No8)、フランカー(FL)、 ロック（LO）。
- 身長187cm、体重100kg。
- 日本代表キャップは68。日本代表キャプテンを35回務め、ワールドカップ2011（ニュージーランド大会）の試合後には常に英語でインタビューに答えた[1]。
- トップリーグ156試合に出場[2]。
- ニックネームはKiku。
- 現在は株式会社Bring Up Athletic Societyの代表取締役。

## 略歴
御所工業高校、大阪体育大学卒業、2002年にトヨタ自動車ヴェルブリッツに加入。 
2005年2月、ワールドカップセブンズ2005に選出された。同年11月、リポビタンDチャレンジ2005スペイン戦で15人制初キャップ獲得。 
ワールドカップ2011にキャプテンとして全試合出場。2012年にトップリーグ通算100試合出場、2017年に150試合出場を達成した。インターナショナルのキャリアではフォワード選手のなかで世界で2番目に多くトライを取っている。 
2013年にはイングランドのサラセンズに加入し、2014年に南アフリカのシャークスと対戦した。2014年にトップリーグのキヤノンイーグルスに所属した。 
2018年2月にキヤノンイーグルスを退団、現役を引退した。同年、福井県の強化コーチとして活動する傍ら、Bring Up Athletic Societyのラグビーアカデミーでコーチを務める。日本体育大学大学院修士課程を修了。
2022年、日本大学ラグビー部のヘッドコーチに1シーズン就任した。